# Molnár Edit (fotóművész)
Molnár Edit (Genk, Belgium, 1933. július 30. –) Balázs Béla-díjas magyar fotóművész, érdemes és kiváló művész. A Magyar Művészeti Akadémia tagja (2002).

## Életpályája
Molnár János és Góczon Julianna házasságából született. Érettségi (1950) után a Magyar Fotó Állami Vállalat gyakornoka, főként mezőgazdasági fotók készítése volt a feladata; 1955–57 között a Képes Sport számára fotózott. 1957–1997 között az MTI belpolitikai rovatának fotóriportereként, majd főmunkatársaként dolgozott.
A zenei, az irodalmi és a képzőművészeti élet területén fotózott legszívesebben. Közben tanult a MÚOSZ Újságíró Iskolában. Megismerte Kondor Bélát, róla készítette első kiállítási fotóját. Kondor Béla révén került kapcsolatba a Quintett csoporttal, az 1960-as évek szellemi életének fiatal alkotóival, akik nagy hatással voltak további szakmai fejlődésére. Biztatták a fotóst, hogy fényképezze le a Nyugat-nemzedék még élő tagjait. Végül Molnár Edit az ismert emberek ismert fotósa lett. Majd félévszázados aktív időszaka alatt (1950-1997) folyamatosan változtak a képrögzítési eljárások, ez nemcsak fototechnikai kérdés volt, hanem a fényképezési stílust is hozzá kellett alakítani, a 20. század vége felé már nem szívesen ültek vagy álltak az emberek hosszasan a fényképezőgépek előtt.
Sajátos munkamódszere volt, kiszemelt modelljeivel előzetesen megismerkedett, s később mintegy belülről fényképezte őket a megfelelő pillanatban. Csoportos kiállításokon 1958 óta szerepel, első önálló kiállítása 1961-ben volt. Tervezte egy nemzeti fotópanteon létrehozását, ez a terve nem valósult meg.

## Kiállításai (válogatás)

### Egyéni
- 1961 • Fiatal Művészek Kiállítása Balla Demeterrel, Tillai Ernővel, Budapest
- 1967, 1975 • MTI Vadas Ernő Terem, Budapest
- 1973 • Íróportrék, Pécs
- 1974 • Magyar írók és költők arcképei, Helikon Galéria, Budapest
- 1977 • Műcsarnok (20 év gyűjteménye), Budapest (gyűjteményes katalógussal)
- 1979 • Kemenesaljai Művelődési Központ, Celldömölk
- 1982 • Nagy László arcai, Bolgár Kulturális Központ, Budapest
- 1983 • 50 művészportré, Városi Művelődési Központ, Keszthely • Nevelési Központ, Kecel
- 1984 • Szentendrei találkozások, Szentendrei Képtár, Szentendre • Csepel Galéria, Budapest, Csepel
- 1987 • Illyés Gyula és kortársai, Kőbányai Sörgyár Művelődési ház Galéria, Budapest • Galeria Arcis, Sárvár
- 2000 • Gyűjteményes Kiállítás, Vigadó Galéria, Budapest
- 2001 • Illyés Gyula és kortársai, Bencés Apátság Galéria, Tihany
- 2004 • Írók és olvasók, Petőfi Irodalmi Múzeum, Budapest
- 2008 • Egy fotóriporter feljegyzései – ifjúságom története, Kolta Galéria, Budapest
- 2009 • Molnár Edit kiállítása, Erdei Éva Galéria, Budapest
- 2011 • A tűz varázslata, Erdei Éva Galéria, Budapest
- 2011 • Ifjúságom története, Vízivárosi Galéria, Budapest
- 2014 • Gyepsori emberek, Vigadó Galéria, Budapest

### Csoportos
- 1958 • Nemzeti Szalon, Budapest
- 1960 • Nemzetközi Fotókiállítás, Budapest
- 1987 • Magyar Fotográfia '87, Műcsarnok, Budapest.

## Kötetei
- Írók, történetek, képek (1982)
- Előhívások (1993)
- Látni és élni – fotóalbum (2002)
- Egy fotóriporter feljegyzései. Ifjúságom története (2011)
- A kert és a műtermek (2015)

## Díjai, elismerései
- Balázs Béla-díj (1976)
- A Kulturális Minisztérium Nívódíja (1978)
- Érdemes művész (1985)
- Aranytoll (1992)
- Magyar Művészetért díj (1992)
- Kiváló művész (2017)